# Fabiánská společnost
Fabiánská společnost (anglicky Fabian Society) je socialistická společnost ve Velké Británii založená roku 1884. Zakládajícími a vůdčími členy byli dramatik, prozaik a esejista irského původu George Bernard Shaw a britský labouristický politik, ekonom a publicista Sidney James Webb (1859–1947) se svoji ženou Beatrice Webbovou.
Název společnosti byl odvozen od jména římského vojevůdce Quinta Fabia Maxima Verrucosa (280–203 př. n. l.), zvaného Cunctator (Váhavec), jehož úhybná taktika, kterou se vyhýbal ostrým bojům, mu zajistila vítězství nad silnějším protivníkem. Fabiánská společnost proto odmítá násilí, zvláště Marxovy myšlenky o nastolení socialismu revolučním bojem. Propaguje tzv. fabiánský socialismus, tj. dosažení socialistické společnosti evoluční a parlamentní cestou, tedy postupnými reformami a dalšími demokratickými prostředky, čemuž chce pomáhat osvětovou a vzdělávací činností.
Fabiánská společnost se stala roku 1900 kolektivním zakládajícím členem britské Labouristické strany (Labour Party).